# Верхньорогачицька районна рада
Верхньорогачицька райо́нна ра́да — районна рада Верхньорогачицького району Херсонської області. Адміністративний центр — смт Верхній Рогачик.

## Склад ради
Загальний склад ради: 28 депутатів.

### Голова
Кондратенко Віталій Володимирович (нар. 10 лютого 1973, Верхній Рогачик) — голова Верхньорогачицької районної ради від 31 жовтня 2010 року.

#### Голови районної ради (з 2006 року)
| ПІБ                               | Основні відомості                                                               | Дата обрання | Дата звільнення |
| --------------------------------- | ------------------------------------------------------------------------------- | ------------ | --------------- |
| Яковина Тарас Васильович          | Голова районної ради, 1944 року народження, член «Партії регіонів»              | 26.03.2006   | 31.10.2010      |
| Кондратенко Віталій Володимирович | Голова районної ради, 1973 року народження, освіта вища, член «Партії регіонів» | 31.10.2010   |                 |

Примітка: таблиця складена за даними джерела